# Pietro Marso
Pietro Marso (Cese, 30 ottobre 1441 – Roma, 30 dicembre 1511) è stato un filologo, oratore e canonico italiano.

## Biografia
Pietro Marso nacque a Cese, un piccolo borgo della Marsica in Abruzzo, in una data che deve collocarsi intorno al 30 ottobre 1441. Il giorno della nascita può essere stabilito in base ad un obituario attestante come data di morte il 30 dicembre 1511. Nell'epitaffio del Marso, voluto da suo nipote Ascanio ed anticamente conservato in San Lorenzo in Damaso a Roma, risulta infatti che visse esattamente 70 anni e due mesi.

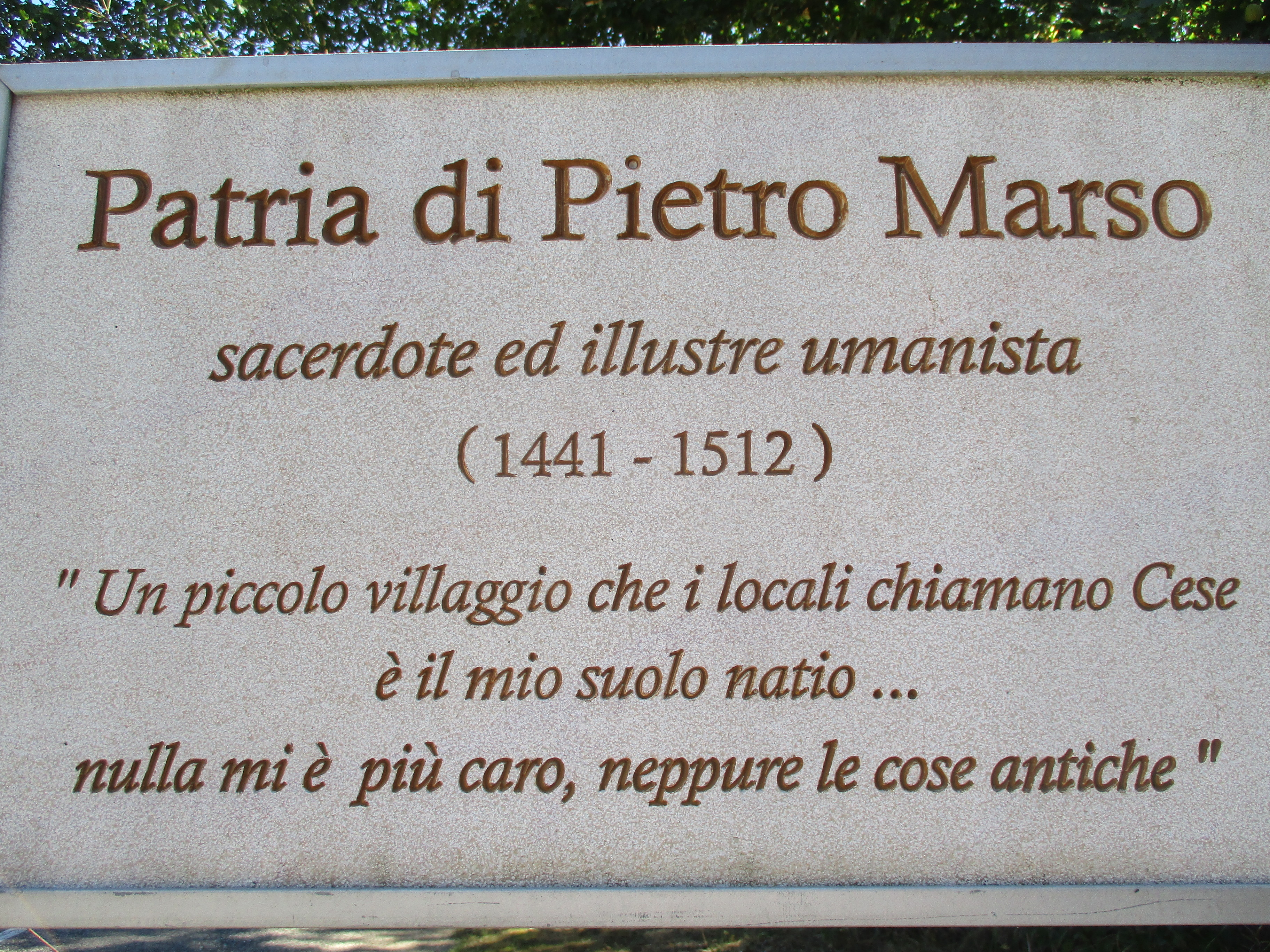
Targa commemorativa a Cese

Del luogo esatto di nascita ci dà notizia lo stesso Marso nella monumentale opera di interpretazione delle Punica di Silio Italico, ove scrive:
In relazione al cognome di Pietro, vi è la certezza che "Marso" non fosse che un enfatico riferimento all'antico popolo del territorio d'origine. Le ricerche più recenti farebbero infatti risalire le vere generalità del Marso a Pietro Mei. Della sua fanciullezza e adolescenza si sa comunque ben poco; certo è che la sua formazione fu molto influenzata dall'ambiente fortemente religioso del paese natale, dove mosse i primi passi.
Iniziato alla vita ecclesiastica, Pietro si trasferì a Roma in età piuttosto giovane, e lì entrò a far parte della celebre accademia umanistica sorta attorno alla figura di Pomponio Leto. Insieme agli altri sodales, nel 1468 dovette subire l'ingiusta accusa di empietà e cospirazione da parte di Papa Paolo II, con la conseguente incarcerazione a Castel Sant'Angelo. Riabilitato in breve tempo, riuscì ad entrare per le proprie doti nelle grazie delle maggiori personalità accademiche (Domizio Calderini e Giovanni Argiropulo) e delle più influenti famiglie romane, circostanza che gli aprì le porte dello Studium Urbis prima e dell'Università di Bologna poi.
Dopo una breve esperienza mantovana presso i signori Gonzaga come precettore del giovane Ludovico, Pietro fece ritorno a Roma per riprendere l'insegnamento alla Sapienza, incarico che manterrà fino alla morte con uno dei compensi più alti registrati tra gli studiosi dell'epoca. Contemporaneamente all'attività filologica e professorale, sviluppò consistentemente l'arte oratoria, fino ad entrare nel novero dei maggiori oratori. Celebri sono rimasti nel tempo i discorsi e le omelie da lui pronunciate in San Pietro, nella Cappella Sistina, a Santa Maria Maggiore e in San Lorenzo in Damaso, chiesa di cui fu nominato canonico e poi vicario del Cardinale Raffaele Riario attorno al 1500.

Accanto agli incarichi universitari ed ecclesiastici curò per tutta la vita il profondo culto dei classici, lasciando opere di grande valore letterario; tra tutte, i Commentari di Cicerone e gli studi sulle Commedie di Terenzio e sulle Punica di Silio Italico. Non è un caso che Marso sia tra gli umanisti citati da Erasmo da Rotterdam, il massimo umanista europeo che ebbe occasione di incontrare a Roma nel 1509. Tornato a  casa, qualche anno dopo (nel 1523), Erasmo avrebbe scritto all'amico Joost Vroye:
Il giudizio letterario di Erasmo su Pietro Marso è da più parti riferito come poco lusinghiero. Molti studiosi, in particolare, hanno posto l'accento su un aspetto puntuale della critica di Erasmo, quello relativo alla scarsa selettività del Marso in materia di studi ciceroniani. Eppure anni prima lo stesso Erasmo aveva scritto, in una lettera inviata da Parigi nel 1501, di aver ritenuto necessario apportare solo "alcune piccole correzioni" all'interpretazione marsiana del De officiis, segno evidente di una stima non comune nei confronti dell'umanista abruzzese. Nel Ciceronianus, però, Erasmo si sarebbe dimostrato esplicitamente critico nei confronti dell'eloquenza del Marso, accostando spregiativamente la sua figura a quella degli umanisti Antonio Mancinelli e Cornelio Vitelli, i cui esercizi retorici erano spesso tacciati di eccessiva verbosità.
Al di là della critica formale, a Pietro Marso è da riconoscere non solo la dedizione allo studio ciceroniano, a cui dedicò gran parte della propria esistenza, oltre che delle proprie fatiche, ma anche la cura con cui affrontò lo studio di opere fino ad allora scarsamente indagate, non fosse altro per la loro complessità; il Marso viene d'altronde considerato uno dei più antichi commentatori di Cicerone. Il riconoscimento che Erasmo tributa al Marso con la sua visita a Roma è null'altro che una conferma del pregio di cui il filologo di Cese godeva nell'ambiente culturale italiano e continentale. Fu uno dei pochi, Marso, a suscitare e richiamare l'interesse di studenti e letterati d'oltralpe.